# Distretto di Köksu
Il distretto di Köksu (in kazako Көксу ауданы?) è un distretto (audan) del Kazakistan con capoluogo Balpyk-Bi.